# Victor Chocquet

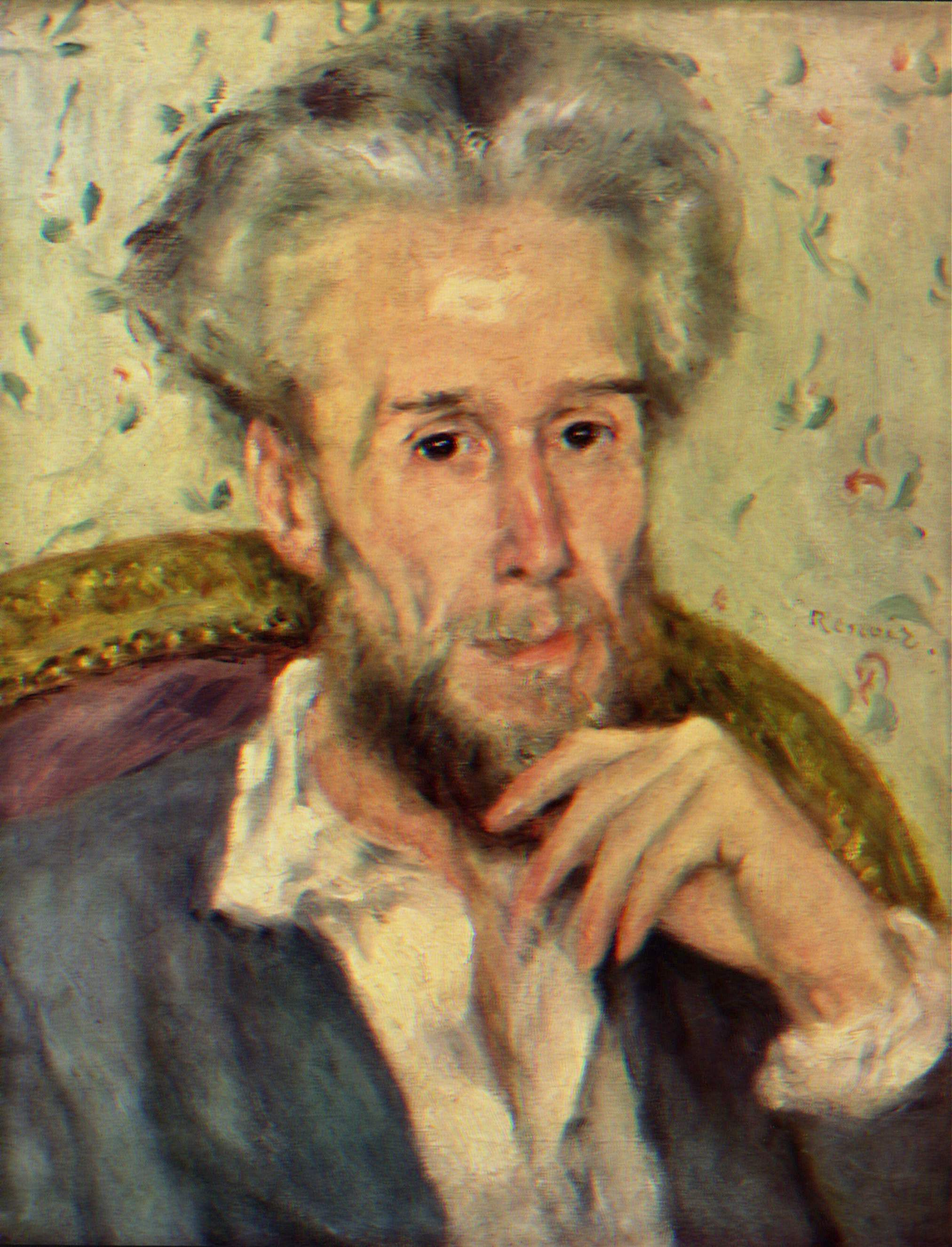
Pierre-Auguste Renoir, Bildnis des Victor Chocquet [2], 1876, Sammlung Oskar Reinhart «Am Römerholz», Winterthur

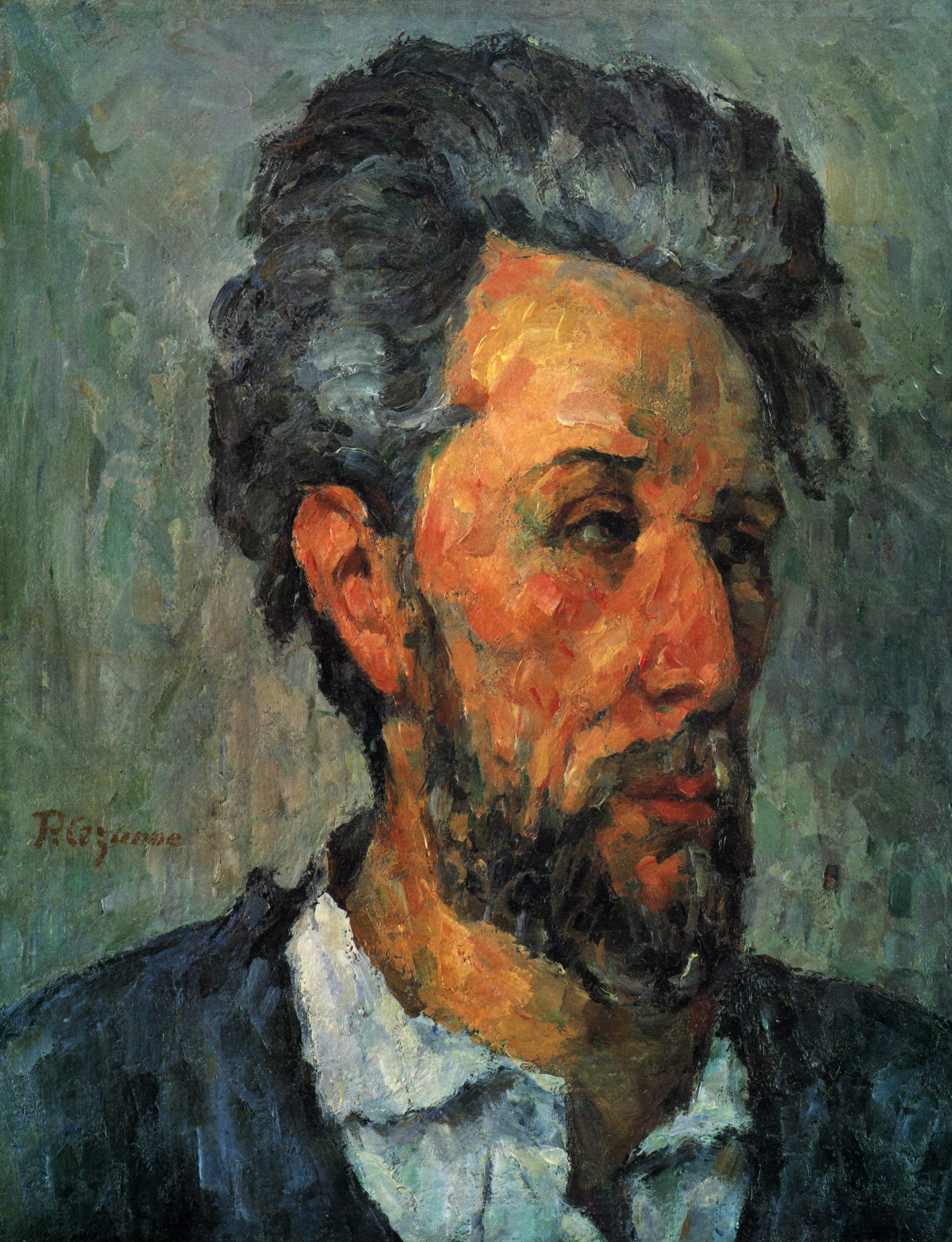
Paul Cézanne: Portrait de Victor Chocquet, 1876/77, Privatsammlung

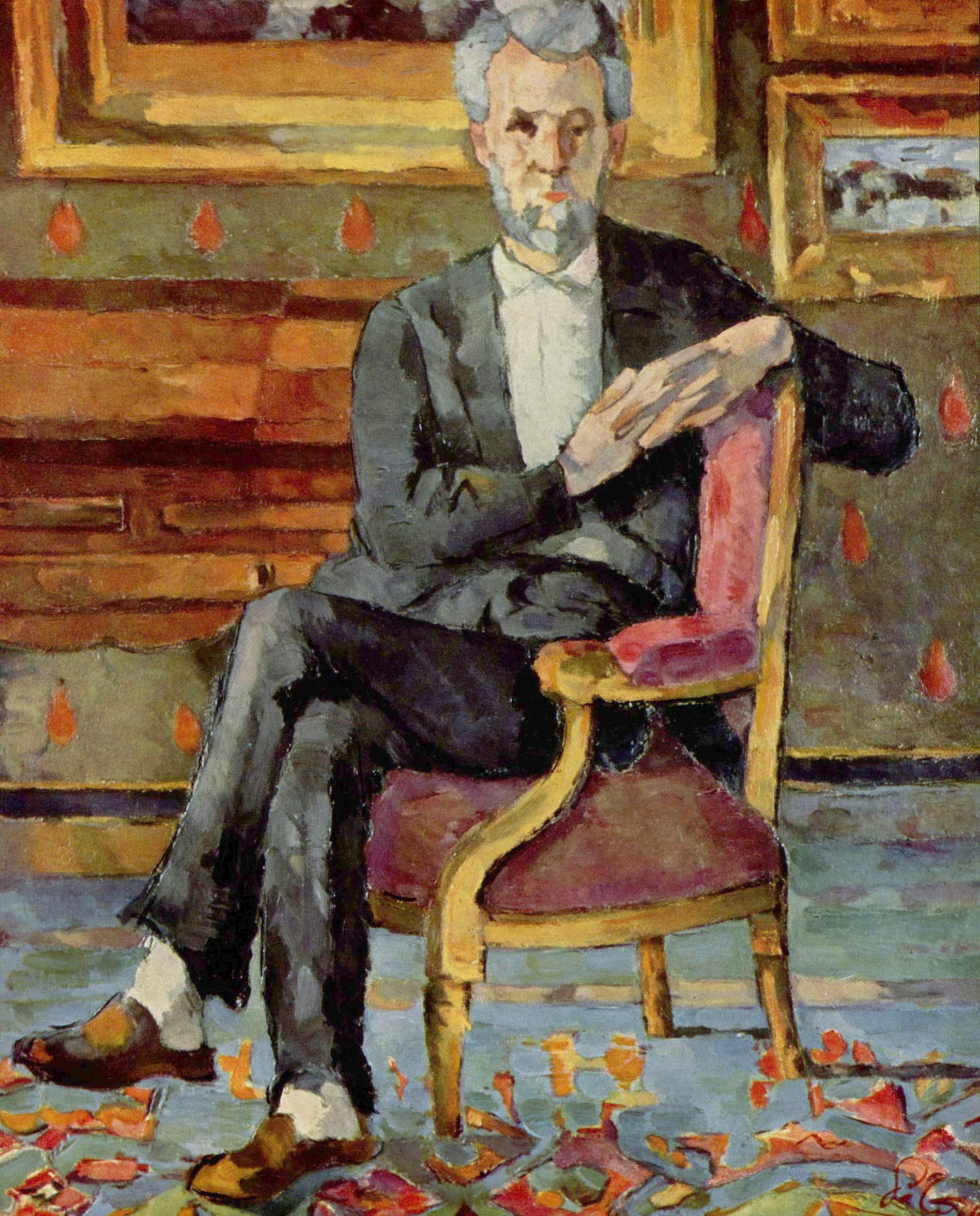
Paul Cézanne: Portrait de Victor Chocquet assis, (um 1877), Columbus Museum of Art, Columbus (Ohio)

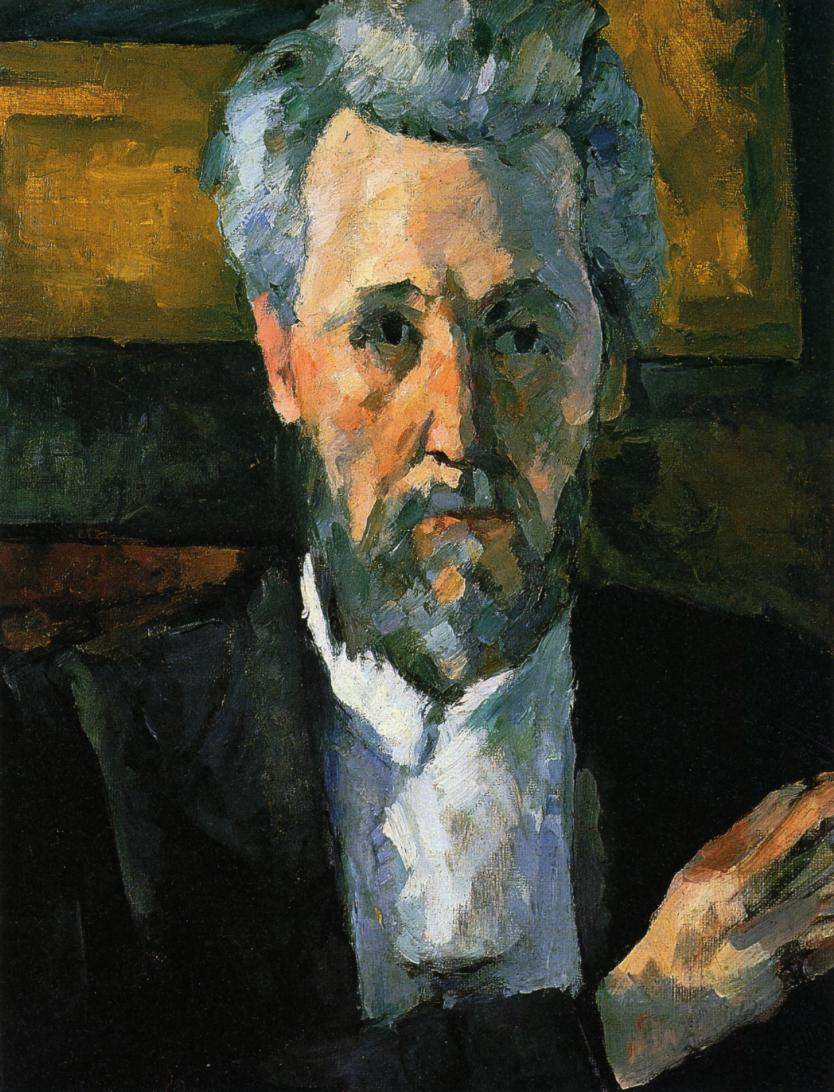
Paul Cézanne: Portrait de Victor Chocquet (um 1877), Virginia Museum of Fine Arts, Richmond (Virginia)

Victor Chocquet (* 19. Dezember 1821 in Lille; † 7. April 1891 in Paris) war ein französischer Kunstsammler.

## Leben
Chocquet war in Hattenville in der Normandie als Rédacteur à la direction générale des douanes tätig. 1877 ließ er sich als Oberinspektor der Pariser Zollverwaltung pensionieren, um sich mit seinem Monatsgehalt von etwas über 300 Francs ganz seiner eigentlichen Passion, dem Kunstsammeln, widmen zu können. Zunächst kaufte Chocquet Gemälde von Eugène Delacroix, dann entdeckte er die Impressionisten, vor allem unter ihnen Pierre-Auguste Renoir, außerdem Gustave Courbet, Manet und Corot. 
Im Kunstgeschäft von Julien „Père“ Tanguy machte er die Bekanntschaft von zahlreichen impressionistischen Malern; bei einer Auktion im Hôtel Drouot begegnete er bereits 1875 Auguste Renoir, der ihn im Jahr darauf porträtierte. Über Renoir lernte er Paul Cezanne kennen, zu dem eine tiefe Freundschaft entstand; Cézanne porträtierte Chocquet darauf in seiner Pariser Wohnung 198 Rue de Rivoli. Chocquet war der erste, der Gemälde Cézannes sammelte, bis er schließlich 35 Arbeiten von ihm besaß. 
Auf der dritten Gruppenausstellung der französischen Impressionisten im April 1877 zeigte Cezanne auch ein Porträt Chocquets („Porträt des Victor Chocquet sitzend“), das aufgrund seiner starken Farbigkeit das Gespött des damaligen Publikums und heftige Pressekritik auf sich zog. „Doch Chocquet ließ sich nicht entmutigen. Unermüdlich versuchte er, auf der Ausstellung die Besucher von Cézannes Können zu überzeugen.“ Der Kunsthistoriker Götz Adriani zitiert den zeitgenössischen Kunstkritiker Théodore  Duret:
„Er war sehenswert, er wurde eine Art Apostel. Er ging auf jeden Besucher, den er kannte, zu, anderen näherte er sich einfach so und versuchte, ihnen seine Bewunderung und seine Freude zu vermitteln. Es war eine undankbare Aufgabe … Er erntete nichts als Lächeln oder Spötteleien. Doch Chocquet ließ sich nicht entmutigen […] Unermüdlich war er vor allem, wenn Cézanne zur Debatte stand, da er ihn für den besten Maler hielt … Viele amüsierten sich über Chocqets Begeisterung, die sie gewissermaßen als einen Anflug geistiger Umnachtung betrachteten.“
Außer dem Porträt des sitzenden Chocquet existiert noch ein später von Degas erworbenes Brustbildnis, das einen Ausschnitt der ganzformatigen Komposition wiederholt. Renoir hatte mit seinem ersten Chocquet-Porträt von 1876 die Kompositionsidee der Frontalität von Kopf und Oberkörper vorgegeben; dieser zeigte die feinen Gesichtszüge Chocquets vor dem Hintergrund eines Delacroix-Gemäldes.
Paul Cezanne malte 1882 „Der Obstgarten (Hattenville)“, als er sich dort als Gast Victor Chocquets aufhielt. Nach dem Tode seiner Witwe Marie 1899 wurde der Nachlass des kinderlosen Ehepaars Chocquet versteigert, darunter 30 Gemälde Cezannes, 23 Delacroix’, fünf Manets und je zehn Renoirs und Claude Monets.

## Porträts von Victor Chocquet
- Paul Cézanne: Porträt des Victor Chocquet (1874), Privatsammlung.
- Pierre-Auguste Renoir: Porträt des Victor Chocquet [1], 1876, Cambridge (Massachusetts), Fogg Art Museum[7]
- Pierre-Auguste Renoir: Porträt des Victor Chocquet [2], 1876, Winterthur, Sammlung Oskar Reinhart «Am Römerholz»[7]
- Paul Cézanne: Porträt Victor Chocquet sitzend (Paul Chocquet assis) (um 1877), Columbus Museum of Art, Howald Fund. Columbus (Ohio)[8]
- Paul Cézanne: Portrait de Victor Chocquet (um 1877), Virginia Museum of Fine Arts, Richmond (Virginia)[9]

## Ausstellung
Victor Chocquet: Freund und Sammler der Impressionisten: Renoir, Cézanne, Monet, Manet.
Sammlung Oskar Reinhart «Am Römerholz», Winterthur, 21. Februar bis 7. Juni 2015